# Sen świętej Urszuli
Sceny z życia świętej Urszuli; Sen świętej Urszuli – obraz należący do 9 częściowego cyklu autorstwa Vittore Carpaccio. Płótno było stworzone dla Scuoli lub bractwa św. Urszuli w Wenecji.
Obraz został namalowany w 1495 roku. Płótno było stworzone dla Scuoli lub bractwa św. Urszuli w Wenecji. Podczas wojen napoleońskich cykl ośmiu płócien został przeniesiony do Gellerie dell’Accademia w Wenecji, gdzie znajduje się do dziś.
Płótno przedstawia wysoką komnatę sypialnianą. Po lewej stronie stoi łoże w którym śpi Święta Urszula. Wraz z pierwszymi promieniami słonecznymi świętą nawiedza Anioł przynosząc jej wizję męczeństwa. Scenę Carpaccio ozdobił wieloma detalami mające swoje szczególne znaczenie symboliczne. Artefakty mają symbolizować dwa rodzaje godów świętej: ślubów ziemskich i mistycznych. Pośrodku obrazu widoczne są dwa arkadowe okna. Na ich parapecie znajdują się dwie umieszczone w biforium donice. Widoczne tam goździki mają symbolizować małżeństwo ziemskie, mirt jest z kolei znakiem poślubienia Chrystusa poprzez męczeństwo. U dołu widoczny jest piesek który najczęściej wyobraża wierność. W pokoju widoczne są dwa posągi bogini Wenus i Herkulesa, które symbolizują Marię i Chrystusa.